# 봄 사랑 벚꽃 말고
〈봄 사랑 벚꽃 말고〉는 대한민국의 가수 아이유와 그룹 HIGH4의 싱글 음반이며, 타이틀 곡은 <봄 사랑 벚꽃 말고>이다. 2014년 4월 8일 로엔 엔터테인먼트에 의해 발매되었다.

## 트랙 리스트
| # | 곡명                      | 작사   | 작곡           | 편곡           |
| - | ------------------------- | ------ | -------------- | -------------- |
| 1 | 봄 사랑 벚꽃 말고         | 아이유 | 이종훈, 이채규 | 이종훈, 이채규 |
| 2 | 봄 사랑 벚꽃 말고 (Inst.) |        | 이종훈, 이채규 | 이종훈, 이채규 |